# Ка Бузато (Венеција)
Ка Бузато (итал. Ca' Busato) је насеље у Италији у округу Венеција, региону Венето.
Према процени из 2011. у насељу је живело 45 становника. Насеље се налази на надморској висини од 6 м.